# Métayage

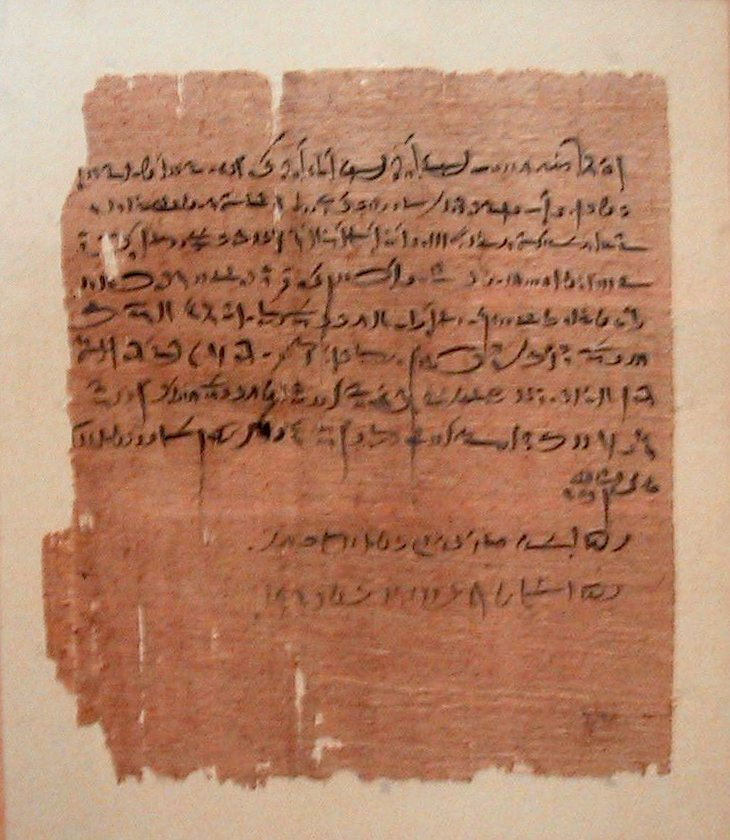
Contrat de métayage rédigé sur papyrus en égyptien démotique la 35e année du règne d'Ahmôsis II, c'est-à-dire en 533 avant J.-C. (XXVIe dynastie).

Le métayage, ou bail à moitié, est un type de bail rural dans lequel un propriétaire, le bailleur, confie à un métayer le soin de cultiver une terre en échange d'une partie de la récolte.

## Caractéristiques

### Description
C'est l'association d'un propriétaire qui apporte le capital et d'un métayer qui propose son travail. Le bailleur souvent intervient directement dans la gestion de l'exploitation (le choix des productions, etc.), mais c'est le métayer qui gère au quotidien. Le terme de « métayage » vient étymologiquement de « moitié » signifiant un partage par moitié des produits, mais cela peut être différent selon les traditions du lieu et de l'époque, et la négociation lors de la conclusion du contrat (en France, aujourd'hui, la loi limite la part du bailleur au maximum au tiers).
Le métayer paie généralement son propriétaire avec l'argent obtenu de la vente de ses produits. S'il lui remet directement ces derniers avant de les vendre, on parle plutôt de colonat partiaire. Le bailleur partage donc avec son métayer les aléas de récolte, contrairement à l'affermage.

### Analyse économique
Autrefois majoritaire[Quand ?], ce type de bail a toutefois régressé jusqu'à devenir marginal[Quand ?]. L'analyse économique montre que cette formule est inférieure à celle du fermage dans l'hypothèse des rendements décroissants. En effet, le métayer ne touche que la moitié du produit d'un éventuel supplément de travail, ce qui fait qu'il n'a pas intérêt à produire un effort supplémentaire dès que la valeur du produit supplémentaire descend en dessous du double du coût du supplément d'effort. Dans exactement les mêmes conditions mais avec un bail à ferme (fermage), il est dans l'intérêt du fermier de produire cet effort supplémentaire, et il est en mesure de proposer plus à son propriétaire pour obtenir le bail, ce qui fait que le propriétaire y gagne, lui aussi ; en outre, le propriétaire touche un revenu fixe, ce qui peut être plus avantageux que le revenu aléatoire du métayage.
Cependant, la formule a quelques avantages pour le propriétaire. Olivier de Serres la recommandait parce qu'il l'estimait plus commode que la gestion directe d'une main-d'œuvre salariée et plus rentable que le fermage parce qu'un fermier, prenant plus de risques, doit offrir un loyer inférieur. En outre, en période d'inflation, la valeur relative d'un fermage fixe baisse alors qu'un revenu de métayage, en nature ou proportionnel aux ventes, maintient son pouvoir d'achat. Enfin, le système fiscal intervient. Si, comme sous la France de l'Ancien Régime, le propriétaire (noble ou Église) bénéficie d'exonérations dont ne profite pas le fermier (tiers état : roturier), cela rend le métayage plus avantageux.

## Afrique

### Éthiopie
Le code civil éthiopien, promulgué en 1960 et écrit par René David ainsi qu'une commission de propriétaires terriens, prévoyait que les propriétaires pouvaient prendre jusqu'aux trois quarts de la récolte,.

### Maghreb
Durant la domination française, la majeure partie des terres cultivables étaient aux mains de colons européens. Les métayers étaient désignés par le terme de Khammas (de l'arabe خمسة khamssa qui signifie cinq). Le métayer obtenait le cinquième des revenus du domaine qu'il cultive. Par la suite, au cours des années 1940, le Khammassat (métayage) a évolué vers un processus moins inéquitable, sans l'intervention officielle, pour se transformer généralement en « chourka benés » ou l'association par moitié.

## Europe

### France

#### Histoire
Dans l’Allier, le métayage s’installe à la fin du Moyen Âge, pour repeupler des terres abandonnées après la crise du XVe siècle (guerre de Cent Ans et Peste noire),.
Les métayers devaient une partie de leur récolte au propriétaire de la terre, mais avaient aussi diverses obligations :
- corvées diverses (charroi, lessive, réparation, culture des terres que le propriétaire se conservait en propre, curage des fossés, etc.) ;
- versement d’un impôt dit colonique (versé par le colon)[4].

À la fin du XIXe siècle, les terres exploitées selon un contrat de métayage ne représentent plus en France que 7 % du total des terres ; dans certains départements, il représente plus de 40 % (Allier, Landes, Lot-et-Garonne, Dordogne).
En Sarthe, on parle de bail à moitié, et la proportion obtenue par le propriétaire est de la moitié. Ce bail existait aussi bien chez les laboureurs que chez des bordagers. Il est constaté que le bail à moitié tend à se raréfier à la fin du XVIIe siècle, et que le fermage se généralise au XVIIIe siècle.
Au XXIe siècle le métayage a quasiment disparu en France. L'INSEE le comptabilise au sein de la catégorie Autres locations qui représente elle-même moins de 1 % de la surface agricole utilisée.
Tout métayer peut chaque année, à partir de la troisième année d'exploitation, demander à faire transformer son métayage en  fermage. Si le métayer est en place depuis 8 ans alors le propriétaire ne peut s'y opposer.

### Italie
En Italie, en Toscane, au début du XIIIe siècle, apparaît le contrat de mezzadria (métayage), qui est une forme particulière de contrat entre un propriétaire foncier et un métayer dans les territoires dépendant d'une cité (le contado).
Aujourd'hui, aucun nouveau contrat de métayage ne peut être conclu après 1974 et, depuis 1982, de tels contrats peuvent être convertis en fermage sur la demande d'une partie.

### Suisse
En Suisse on trouve le terme grangère.

## Littérature
- Jupiter et le Métayer,  fable de Jean de La Fontaine.